# Шах Ниматулла
Шах Ниматулла Вали (перс. شاه نعمت الله ولی‎) — основатель суфийского братства Ниматуллахи, один из наиболее влиятельных суфийских наставников Ирана.

## Происхождение
Шах Ниматулла родился в 1330 году (731 год хиджры) в Алеппо (Сирия). Его отец, Мир Абдулла, сам был суфийским наставником в цепи преемственности, идущей от Пророка. Его мать происходила из аристократической семьи парсов из Южного Ирана.

## Первый период странствий
Шах Ниматулла много странствовал по странам ислама и встречался со многими наставниками, приобщаясь к значительнейшим достижениям мысли своего времени, в особенности философским воззрениям Ибн Араби. Он внимательно изучил Фосус ал-Хикам («Геммы мудрости») Ибн Араби и позднее написал комментарии к этой книге. В конце первого периода своих странствий он встречает в Мекке шейха Абдуллу ал-Йафи’и и становится его учеником. После семилетнего ученичества Шах Ниматулла начинает второй период странствий по странам ислама. Теперь, однако, он странствует не как жаждущий искатель в поисках совершенного наставника, но как совершенный мастер, утоляющий духовную жажду других.

## Второй период странствий
В этот второй период странствий Шах Ниматулла сначала посещает Египет, затем двигается в Мавераннахр и обосновывается в Шахрисабзе, неподалёку от Самарканда. Именно здесь он встречается с великим завоевателем Тамерланом, который, однако, оказывается не в состоянии оценить Шаха Ниматуллу, и, чтобы избежать трений, Шах Ниматулла решает оставить Шахрисабз и отправляется в Герат. Отсюда он переезжает в Мешхед и на некоторое время обосновывается в Бяфте, около города Йезда, затем какое-то время живёт в Кух-Банане, в районе Кермана. Оттуда он перебирается в Керман и в конце концов обосновывается в окрестностях Механа, где, в основном, и проводит последние 25 лет своей жизни.

## Пребывание в Механе
Во время его пребывания в Механе слава о нём распространяется по всем областям Ирана и Индии благодаря паломникам, отовсюду приходящим посетить его. Шах Ниматулла прожил около ста лет. Он умер в 1431 году (834 год хиджры) и был погребён в Механе.

## Наставления Шаха Ниматуллы
Стараниями Шаха Ниматуллы возросли интерес и уважение по отношению к суфизму и суфиям, что обогатило культуру ислама, в особенности в Иране. В дополнение к руководству большим числом учеников он занимался земледелием, выступая в качестве примера для своих учеников в плане профессиональной деятельности как наилучшей формы самодисциплины. Он действенно показывал, что путь к освобождению сердца и очищению себя пролегает через служение обществу и доброту по отношению к людям. Его последователи учились посвящать себя Господу, живя в гуще общества, осуществляя на практике принцип «уединённости в присутствии других». Следуя его примеру, ученики отходили от затворничества и уединения как основополагающих форм духовной практики и избирали жизнь, исполненную созидательной деятельности. Противодействие Шаха Ниматуллы апатии и летаргии распространилось и на использование опиума и гашиша его учениками — и это в то время, когда наркотики повседневно употребляли и обычные люди, и суфии.
Другим нововведением Шаха Ниматуллы, связанным с необходимостью для учеников иметь профессиональное занятие, был запрет появления на публике в особой одежде, которая могла привлечь внимание. С его точки зрения, совершенствуясь внутренне, суфий должен быть свободен от любого вида показного благочестия и претенциозности; он должен стремиться к «незаметности». Для Шаха Ниматуллы благородство заключалось в снискании Божественных Атрибутов, а не в предпочтении особого покроя одежды.
Шах Ниматулла не только открывал врата своей щедрости для всех искателей, стремящихся и своих последователей. Он также уважал людей любой нации и народности, как и другие суфийские братства своего времени, которые строили свою работу на заповедях чистоты и верности. Шах Ниматулла наставлял своих последователей не отделять тарикат (духовный путь) от шариата (исламские уложения), поскольку верил, что Истина (хакикат) может быть достигнута только через воссоединение этих двух.

## Поэзия
Шах Ниматулла Вали достиг высокого мастерства и в области поэзии. Он был современником Хафиза Ширази. Сам Хафиз уделял большое внимание его творчеству и писал ответы на некоторые из его бейт. Так, например, на бейт Шаха Ниматуллы, начинающийся словами
Своим взором МЫ превращаем в золото кусок земли,

Уголком глаза МЫ излечиваем сотни болезней,
Хафиз ответил:
«Не могут ли и на нас обратить свой взор

Те, кто превращает в золото кусок земли».
Вот эта же газель в переводе С. Липкина:
Те, кто взглядом и прах в эликсир превратят,

Хоть однажды на жизнь эту бросят ли взгляд?
Утаю от врачей мои скорби. Быть может,

За чертой бытия мой недуг исцелят.
Мой кумир не снимает с лица покрывала,

Что же столько о нём небылиц говорят?
И гуляка и постник равны перед Богом.

Лучше в добрых делах ты найди тарикат.
Я — отступник любви, устремлённый к познанью,

Стал мужам просветлённым поистине брат.
Смутно там — за завесой. Когда же завеса

Упадёт — что увидим? Что нам возгласят?
Плачут, внемля мне, камни, и круг прозорливых

Слушать повести сердца поистине рад.
Пей вино! Даже сотня грехов твоих скрытых

Благочестия ложного лучше в сто крат.
Я боюсь, что завистники платье Юсуфа

Разорвут, чистоту клеветой омрачат.
Пусть в руинах окраин пред лавкою винной

Толпы риндов вершат винопитья обряд.
Буду втайне скорбеть, ибо чистые сердцем

О несчастье и счастье своём не кричат.
Пей, Хафиз! Ты едва ль удостоишься встречи…

Ведь султанши на жалких бродяг не глядят!

## Мавзолей Шаха Ниматуллы
Мавзолей шаха Ниматуллы Вали находится в 35 километрах от Кермана в городе Механ. Основное ядро комплекса гробницы составляет так называемый «комплекс тысячи шахов», построенный в 1437 году на средства Ахмад-шаха Бахмани, одного из правителей династии бахманидов в Индии, любителя поэзии Шаха Ниматуллы. Затем каждый из эмиров на протяжении веков добавлял что-то к этому комплексу. Этот комплекс заслужил славу одного из живописнейших мест в Иране: сочетание архитектурных сооружений, великолепного сада с кипарисами и комплекса фонтанов создают необычную поэтическую атмосферу.